# Grammy Latino de Melhor Canção de Rap/Hip Hop
O Grammy Latino de Melhor Canção de Rap/Hip Hop é um prêmio concedido anualmente pela Academia Latina da Gravação no Grammy Latino. De acordo com as definições das categorias regulamentadas pela Academia, a categoria é dedicada a premiar "gêneros de músicas Trap e Dancehall" com pelo menos 51% da letra em espanhol ou português.
O prêmio foi concedido pela primeira vez no 21º Grammy Latino em 2020 ao cantor Residente pela composição de sua música "Antes Que El Mundo Se Acabe".

## Vencedores
| Ano  | Compositor(a)                    | Obra                          | Artista(s)[II]               | Indicados | Ref.  |
| ---- | -------------------------------- | ----------------------------- | ---------------------------- | --- | ----- |
| 2020 | Residente                        | "Antes Que El Mundo Se Acabe" | Residente                    | - "Baile del Dinero" – Anuel AA, compositor (Anuel AA) - "Goteo" – Duki, compositor (Duki) - "Kemba Walker" – Eladio Carrión e Bad Bunny, compositores (Eladio Carrión e Bad Bunny) - "Medusa" – Anuel AA, J Balvin, Jhay Cortez, Josias De La Cruz, Misael De La Cruz, Sergio Roldan, Elvin Roubert & Nydia Yera, compositores (Jhay Cortez, Anuel AA & J Balvin)                                         | [ 3 ] |
| 2021 | Bad Bunny & Marco Daniel Borrero | "Booker T"                    | Bad Bunny                    | - "Condenados" – Akapellah & Pedro Querales (Akapellah) - "La Vendedora de Placer" – Lito MC Cassidy (Lito MC Cassidy) - "SANA SANA" – Rafa Arcaute, Gino Borri, Illmind, Ángel López, Nathy Peluso & Federico Vindver (Nathy Peluso) - "Snow Tha Product: Bzrp Music Sessions, Vol. 39" – Bizarrap & Snow Tha Product (Bizarrap & Snow Tha Product)                                                       | [ 4 ] |
| 2022 | Bad Bunny                        | "De Museo"                    | Bad Bunny                    | - "Amor" – Akapellah, songwriter (Akapellah) - "Dance Crip" – Santiago Ruiz, Brian Taylor & Trueno, compositores (Trueno) - "El Gran Robo, Pt. 2" – Phanlon Anton Alexander, Geovanny Andrades Andino, Lito MC Cassidy & Daddy Yankee, compositores (Daddy Yankee & Lito MC Cassidy) - "Freestyle 15" – Farina, compositora (Farina)                                                                       | [ 5 ] |
| 2023 | Bad Bunny & Eladio Carrión       | "Coco Channel"                | Eladio Carrion ft. Bad Bunny | - Mauro De Tommaso & J Noa, compositor – "Autodidacta" (J Noa) - Santiago Alvarado, Milo J, Nicki Nicole & Santiago Ruiz, compositores – "Dispara ***" (Nicki Nicole feat. Milo J) - Martin Chris E, Feid & Esteban Higuita Estrada, compositores – "Le Pido a Dios" (Feid feat. Dj Premier) - Akapellah, compositor – "Pá Ganá" (Akapellah) - Vico C, compositor – "Pregúntale a Tu Papá Por Mi" (Vico C) | [ 6 ] |